# 팔도 비빔면
팔도 비빔면은 팔도에서 1984년부터 생산·판매하고 있는 대한민국의 비빔면이다. (최초는 1983년 농심) 비빔냉면으로 유명한 함흥냉면을 모티브로 삼았다고 한다. 팔도비빔면이 처음 출시됐을 때 라면을 찬물에 헹군 뒤 소스에 비벼 먹는다는 개념이 알려지지 않았던 때라 뜨거운 상태에서 비벼먹거나, 일반 라면처럼 끓여먹는 소비자들이 많았다. 팔도는 조리법을 확실히 각인시키기 위해 '오른손으로 비비고, 왼손으로 비비고'라는 CM송을 제작하기도 했다.

## 조리법
1. 끓는 물 600ml에 면을 3분동안 익힌다.
2. 찬물에 면을 헹군다.
3. 양념장 소스에 비벼 먹는다.

## 시리즈
팔도 비빔면
1984년 출시된 팔도 비빔면 시리즈의 오리지널 제품이다.

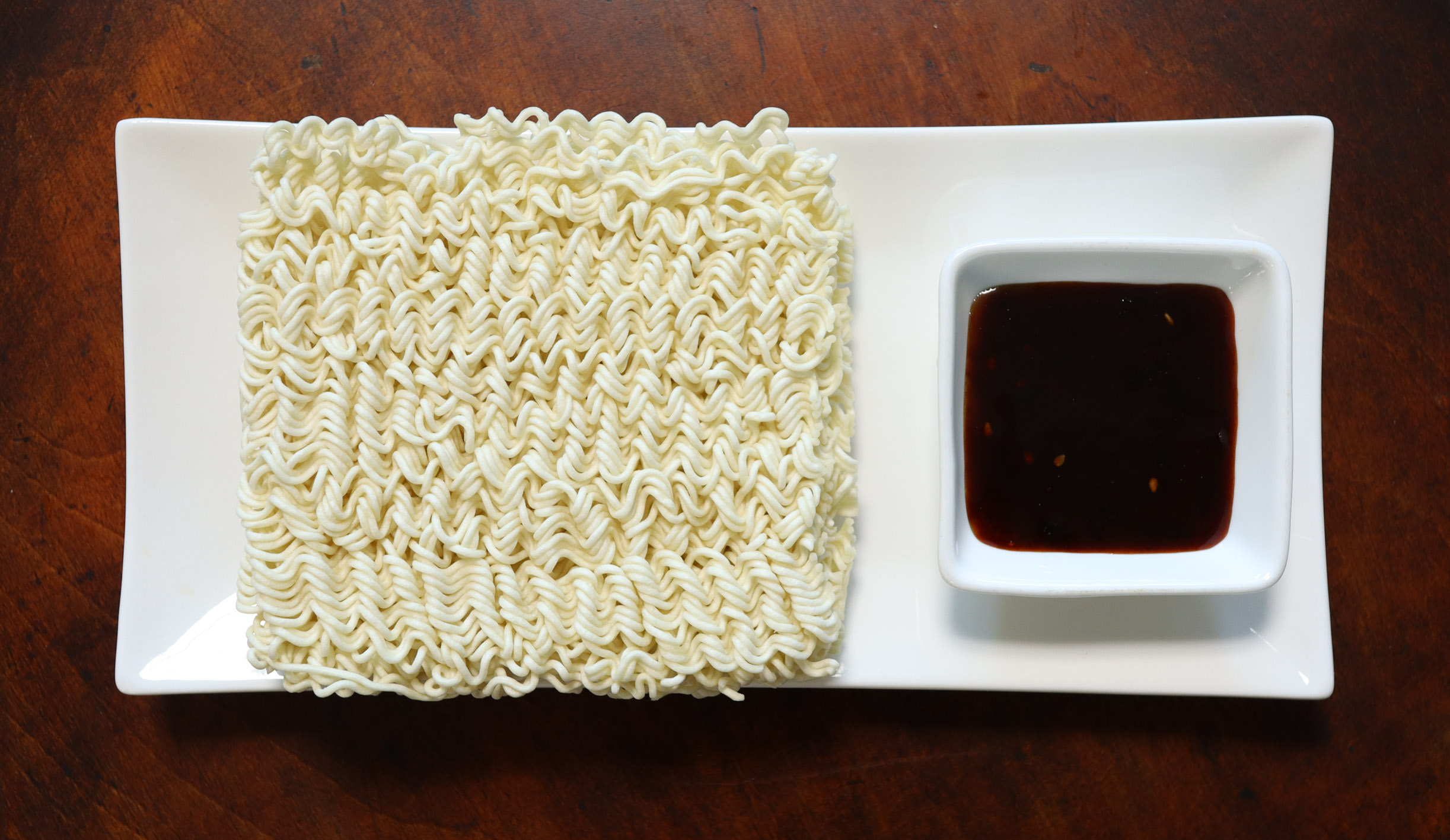
팔도비빔면 재료
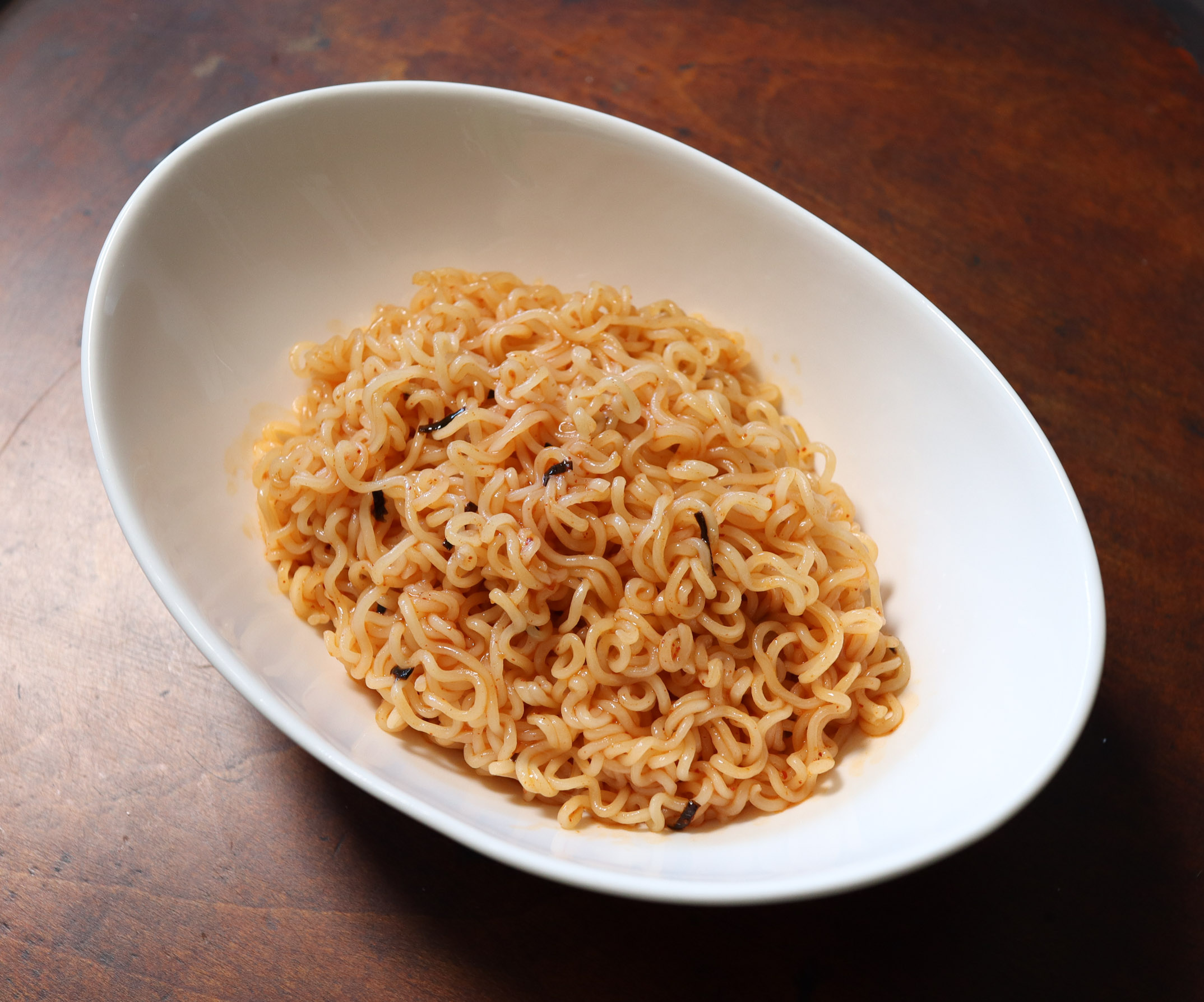
팔도비빔면
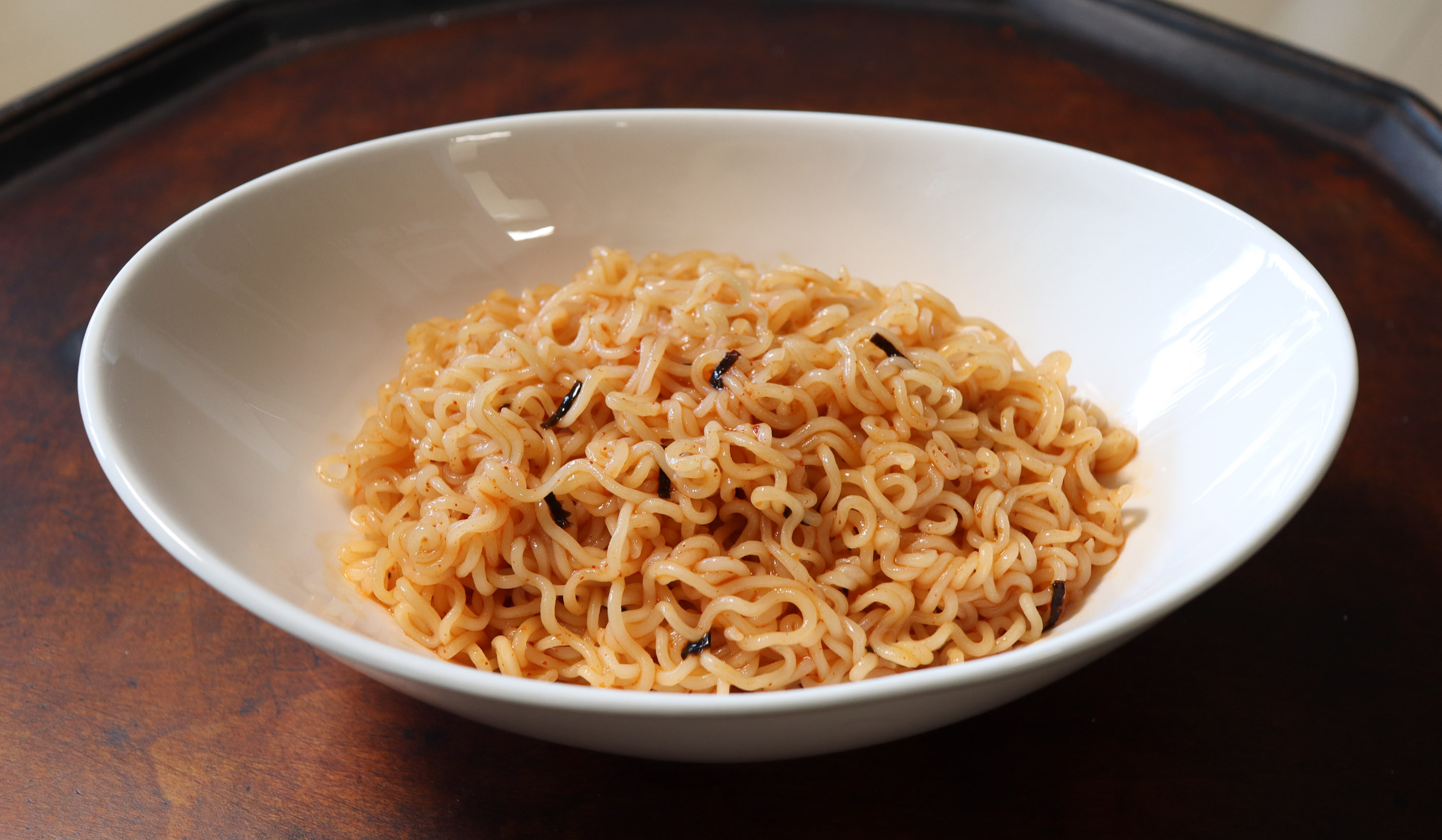
팔도비빔면

팔도 비빔면 컵
팔도 비빔면의 컵라면 버전이다.
팔도 초계 비빔면
2017년 3월에 출시한 여름 한정판 제품이다. 포장지 상에는 식초를 뜻하는 '초'와 겨자의 평안도 방언을 뜻하는 '계'라는 의미라고 표기되었다.
팔도비빔면 매운맛 (구 괄도네넴띤)
2019년 2월에 출시된 35주년 한정판으로, 팔도 비빔면의 야민정음 표기법인 '괄도 네넴띤'으로 출시되었다. 할라피뇨를 사용하여 오리지널 팔도 비빔면 대비 5배 매운 비빔면을 구현했다. 한정판으로 출시되었으나 지속적인 인기로 인해 2019년 7월에 '팔도 비빔면 매운맛'으로 명칭이 변경되어 고정 판매 제품으로 확정되었다.

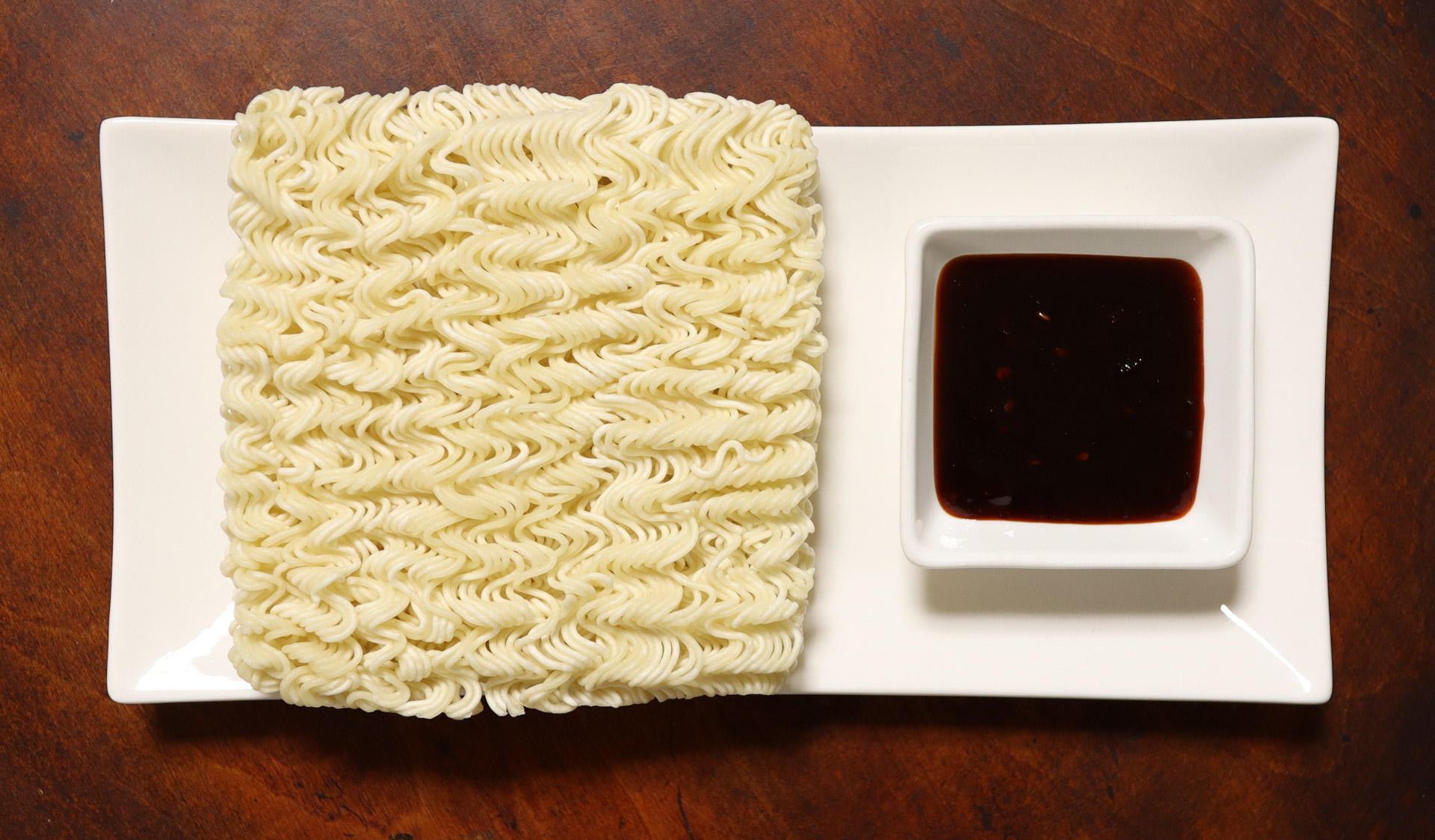
팔도비빔면 매운맛 재료
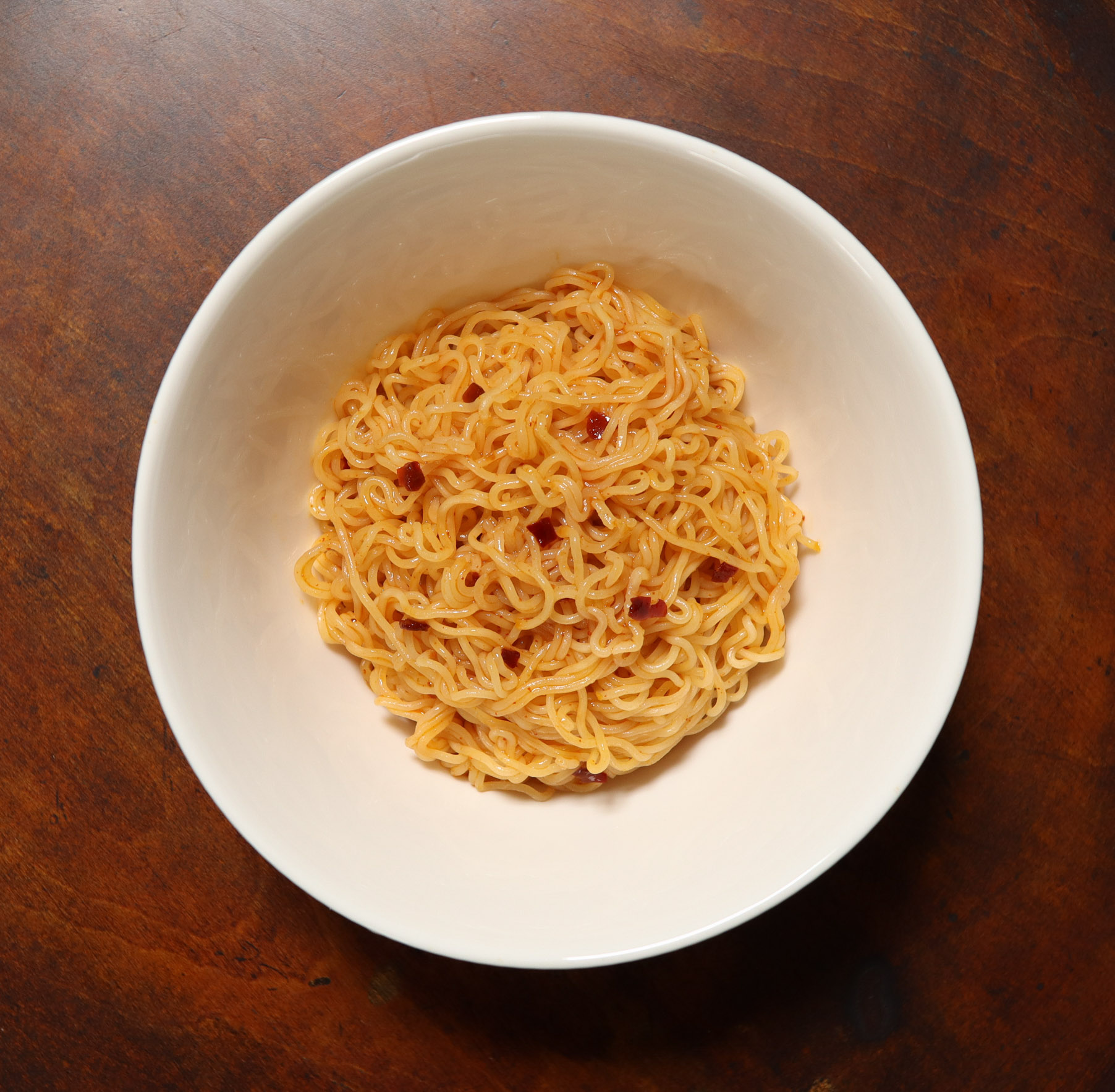
팔도비빔면 매운맛
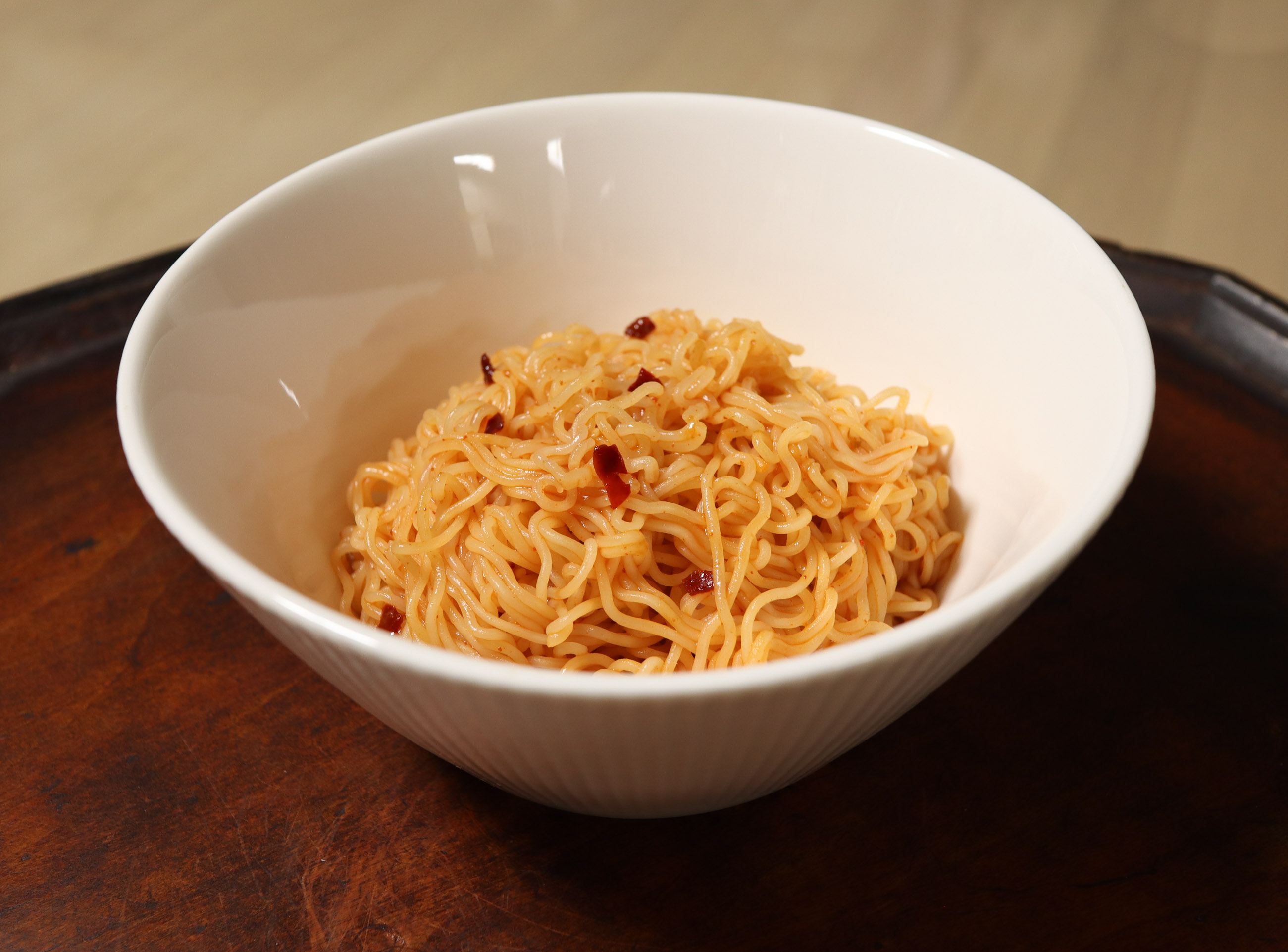
팔도비빔면 매운맛

팔도 BB크림면
화장품 브랜드 미샤와 함께 협업하여 만든 한정판 제품이다. 토마토 크림을 첨가하여 부드러운 매운맛이 특징이다.
틈새 비빔면 컵
2021년 11월 출시되었다. 틈새라면과 팔도비빔면을 콜라보레이션 한 컵라면 제품이다.